# エヴェリン・グレニー

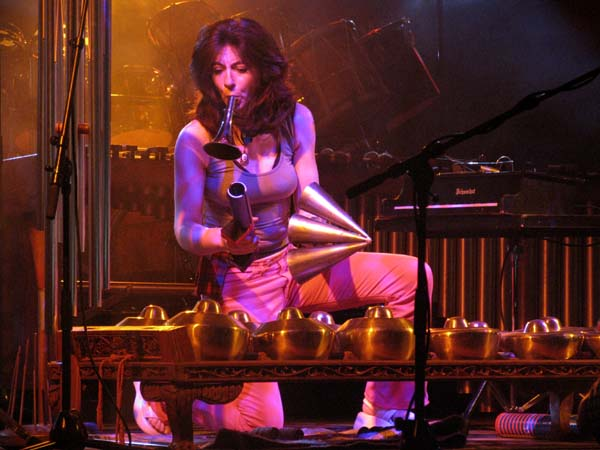
エヴェリン・グレニー（2004年のmoers festival 2004にて）

エヴェリン・グレニー（Evelyn Elizabeth Ann Glennie, CH DBE、1965年7月19日 - ）は、イギリス出身のパーカッショニスト、キーボーディスト、ミュージシャンである。
スコットランド・アバディーン生まれ。父ハーバート・アーサー・グレニーはアコーディオン奏者だった。エヴェリンは王立音楽アカデミーに学ぶ。8歳のとき聴覚障害を起こし、12歳でほとんど聴覚を失うというハンディキャップを背負いながら、世界でも有数のソロ・パーカッショニストとして活躍している。体全体で他の音を感じることにより、他の演奏家との合奏もこなす。1989年、グラミー賞受賞。1993年、大英帝国勲章 (OBE) を授与され、2006年にはデイムに叙勲されている。

## アルバム

### オリジナルアルバム
- Rhythm Song (1990年)：安倍圭子作曲の「michi」を含む
- Light in Darkness (1991年)
- Veni, veni Emmanuel (1993年)
- Wind In The Bamboo Grove (1995年)
- Drumming (1996年)
- Meets The Black Dyke Band- Reflected In Brass (1998年)
- Shadow Behind the Iron Sun (1999年)
- The Sugar Factory (featuring Fred Frith; 2007年)
- Touch the Sound (サウンドトラック、2007年)

### ベスト盤
- Her Greatest Hits by Evelyn Glennie (1998年)

## その他
- 1993年に富士銀行のコマーシャルに起用された[1]。